# Шифмана-2 захист
Захист Шифмана-2 — ідея в шаховій композиції. Суть ідеї — чорна зв'язана фігура рухається по лінії зв'язки на таке поле, з якого зможе відбити загрозу, в розрахунку на наступне непряме розв'язування її білими.

## Історія

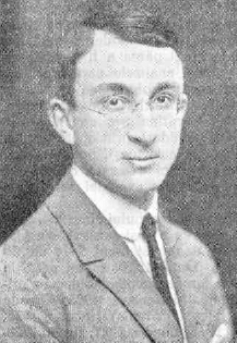
Ізраїль Абрам Шифман

Ця ідея є однією із форм захисту Шифмана, запропонованого румунським шаховим композитором Ізраїлем Абрамовичем Шифманом (27.09.1903 — 29.04.1930), до 1918 року жив в Одесі.
Після першого ходу білих виникає загроза оголошення мату чорному королю при непрямому розв'язуванні, зв'язаної в початковій позиції чорної фігури. Чорні захищаються рухом по лінії зв'язки своєї фігури на таке поле, з якого ця фігура може відбити загрозу при спробі білих втілити цю загрозу з опосередкованим розв'язуванням цієї тематичної чорної фігури. В наступній грі білі оголошують мат в інший спосіб, як правило з використанням надалі зв'язаної чорної тематичної фігури.
Оскільки є інші задуми І. Шифмана, ця ідея дістала назву — захист Шифмана-2. Цей задум дещо подібний на захист Нітвельта-2, але там виникає загроза з прямим розв'язуванням чорної фігури.
Ізраїль Шифман ще є співавтором теми Соли — Шифмана.
|   | a | b | c | d | e | f | g | h |   |
| 8 | e8 біла тура · h7 білий кінь · h6 чорний слон · c5 білий кінь · f5 чорний король · h5 білий пішак · a4 білий король · b4 білий ферзь · g4 чорний пішак · b3 чорний пішак · e3 чорний пішак · g3 чорний пішак · b2 чорний пішак · c2 чорний слон · b1 білий слон · c1 чорний кінь · f1 чорна тура | e8 біла тура · h7 білий кінь · h6 чорний слон · c5 білий кінь · f5 чорний король · h5 білий пішак · a4 білий король · b4 білий ферзь · g4 чорний пішак · b3 чорний пішак · e3 чорний пішак · g3 чорний пішак · b2 чорний пішак · c2 чорний слон · b1 білий слон · c1 чорний кінь · f1 чорна тура | e8 біла тура · h7 білий кінь · h6 чорний слон · c5 білий кінь · f5 чорний король · h5 білий пішак · a4 білий король · b4 білий ферзь · g4 чорний пішак · b3 чорний пішак · e3 чорний пішак · g3 чорний пішак · b2 чорний пішак · c2 чорний слон · b1 білий слон · c1 чорний кінь · f1 чорна тура | e8 біла тура · h7 білий кінь · h6 чорний слон · c5 білий кінь · f5 чорний король · h5 білий пішак · a4 білий король · b4 білий ферзь · g4 чорний пішак · b3 чорний пішак · e3 чорний пішак · g3 чорний пішак · b2 чорний пішак · c2 чорний слон · b1 білий слон · c1 чорний кінь · f1 чорна тура | e8 біла тура · h7 білий кінь · h6 чорний слон · c5 білий кінь · f5 чорний король · h5 білий пішак · a4 білий король · b4 білий ферзь · g4 чорний пішак · b3 чорний пішак · e3 чорний пішак · g3 чорний пішак · b2 чорний пішак · c2 чорний слон · b1 білий слон · c1 чорний кінь · f1 чорна тура | e8 біла тура · h7 білий кінь · h6 чорний слон · c5 білий кінь · f5 чорний король · h5 білий пішак · a4 білий король · b4 білий ферзь · g4 чорний пішак · b3 чорний пішак · e3 чорний пішак · g3 чорний пішак · b2 чорний пішак · c2 чорний слон · b1 білий слон · c1 чорний кінь · f1 чорна тура | e8 біла тура · h7 білий кінь · h6 чорний слон · c5 білий кінь · f5 чорний король · h5 білий пішак · a4 білий король · b4 білий ферзь · g4 чорний пішак · b3 чорний пішак · e3 чорний пішак · g3 чорний пішак · b2 чорний пішак · c2 чорний слон · b1 білий слон · c1 чорний кінь · f1 чорна тура | e8 біла тура · h7 білий кінь · h6 чорний слон · c5 білий кінь · f5 чорний король · h5 білий пішак · a4 білий король · b4 білий ферзь · g4 чорний пішак · b3 чорний пішак · e3 чорний пішак · g3 чорний пішак · b2 чорний пішак · c2 чорний слон · b1 білий слон · c1 чорний кінь · f1 чорна тура | 8 |
| 7 | e8 біла тура · h7 білий кінь · h6 чорний слон · c5 білий кінь · f5 чорний король · h5 білий пішак · a4 білий король · b4 білий ферзь · g4 чорний пішак · b3 чорний пішак · e3 чорний пішак · g3 чорний пішак · b2 чорний пішак · c2 чорний слон · b1 білий слон · c1 чорний кінь · f1 чорна тура | e8 біла тура · h7 білий кінь · h6 чорний слон · c5 білий кінь · f5 чорний король · h5 білий пішак · a4 білий король · b4 білий ферзь · g4 чорний пішак · b3 чорний пішак · e3 чорний пішак · g3 чорний пішак · b2 чорний пішак · c2 чорний слон · b1 білий слон · c1 чорний кінь · f1 чорна тура | e8 біла тура · h7 білий кінь · h6 чорний слон · c5 білий кінь · f5 чорний король · h5 білий пішак · a4 білий король · b4 білий ферзь · g4 чорний пішак · b3 чорний пішак · e3 чорний пішак · g3 чорний пішак · b2 чорний пішак · c2 чорний слон · b1 білий слон · c1 чорний кінь · f1 чорна тура | e8 біла тура · h7 білий кінь · h6 чорний слон · c5 білий кінь · f5 чорний король · h5 білий пішак · a4 білий король · b4 білий ферзь · g4 чорний пішак · b3 чорний пішак · e3 чорний пішак · g3 чорний пішак · b2 чорний пішак · c2 чорний слон · b1 білий слон · c1 чорний кінь · f1 чорна тура | e8 біла тура · h7 білий кінь · h6 чорний слон · c5 білий кінь · f5 чорний король · h5 білий пішак · a4 білий король · b4 білий ферзь · g4 чорний пішак · b3 чорний пішак · e3 чорний пішак · g3 чорний пішак · b2 чорний пішак · c2 чорний слон · b1 білий слон · c1 чорний кінь · f1 чорна тура | e8 біла тура · h7 білий кінь · h6 чорний слон · c5 білий кінь · f5 чорний король · h5 білий пішак · a4 білий король · b4 білий ферзь · g4 чорний пішак · b3 чорний пішак · e3 чорний пішак · g3 чорний пішак · b2 чорний пішак · c2 чорний слон · b1 білий слон · c1 чорний кінь · f1 чорна тура | e8 біла тура · h7 білий кінь · h6 чорний слон · c5 білий кінь · f5 чорний король · h5 білий пішак · a4 білий король · b4 білий ферзь · g4 чорний пішак · b3 чорний пішак · e3 чорний пішак · g3 чорний пішак · b2 чорний пішак · c2 чорний слон · b1 білий слон · c1 чорний кінь · f1 чорна тура | e8 біла тура · h7 білий кінь · h6 чорний слон · c5 білий кінь · f5 чорний король · h5 білий пішак · a4 білий король · b4 білий ферзь · g4 чорний пішак · b3 чорний пішак · e3 чорний пішак · g3 чорний пішак · b2 чорний пішак · c2 чорний слон · b1 білий слон · c1 чорний кінь · f1 чорна тура | 7 |
| 6 | e8 біла тура · h7 білий кінь · h6 чорний слон · c5 білий кінь · f5 чорний король · h5 білий пішак · a4 білий король · b4 білий ферзь · g4 чорний пішак · b3 чорний пішак · e3 чорний пішак · g3 чорний пішак · b2 чорний пішак · c2 чорний слон · b1 білий слон · c1 чорний кінь · f1 чорна тура | e8 біла тура · h7 білий кінь · h6 чорний слон · c5 білий кінь · f5 чорний король · h5 білий пішак · a4 білий король · b4 білий ферзь · g4 чорний пішак · b3 чорний пішак · e3 чорний пішак · g3 чорний пішак · b2 чорний пішак · c2 чорний слон · b1 білий слон · c1 чорний кінь · f1 чорна тура | e8 біла тура · h7 білий кінь · h6 чорний слон · c5 білий кінь · f5 чорний король · h5 білий пішак · a4 білий король · b4 білий ферзь · g4 чорний пішак · b3 чорний пішак · e3 чорний пішак · g3 чорний пішак · b2 чорний пішак · c2 чорний слон · b1 білий слон · c1 чорний кінь · f1 чорна тура | e8 біла тура · h7 білий кінь · h6 чорний слон · c5 білий кінь · f5 чорний король · h5 білий пішак · a4 білий король · b4 білий ферзь · g4 чорний пішак · b3 чорний пішак · e3 чорний пішак · g3 чорний пішак · b2 чорний пішак · c2 чорний слон · b1 білий слон · c1 чорний кінь · f1 чорна тура | e8 біла тура · h7 білий кінь · h6 чорний слон · c5 білий кінь · f5 чорний король · h5 білий пішак · a4 білий король · b4 білий ферзь · g4 чорний пішак · b3 чорний пішак · e3 чорний пішак · g3 чорний пішак · b2 чорний пішак · c2 чорний слон · b1 білий слон · c1 чорний кінь · f1 чорна тура | e8 біла тура · h7 білий кінь · h6 чорний слон · c5 білий кінь · f5 чорний король · h5 білий пішак · a4 білий король · b4 білий ферзь · g4 чорний пішак · b3 чорний пішак · e3 чорний пішак · g3 чорний пішак · b2 чорний пішак · c2 чорний слон · b1 білий слон · c1 чорний кінь · f1 чорна тура | e8 біла тура · h7 білий кінь · h6 чорний слон · c5 білий кінь · f5 чорний король · h5 білий пішак · a4 білий король · b4 білий ферзь · g4 чорний пішак · b3 чорний пішак · e3 чорний пішак · g3 чорний пішак · b2 чорний пішак · c2 чорний слон · b1 білий слон · c1 чорний кінь · f1 чорна тура | e8 біла тура · h7 білий кінь · h6 чорний слон · c5 білий кінь · f5 чорний король · h5 білий пішак · a4 білий король · b4 білий ферзь · g4 чорний пішак · b3 чорний пішак · e3 чорний пішак · g3 чорний пішак · b2 чорний пішак · c2 чорний слон · b1 білий слон · c1 чорний кінь · f1 чорна тура | 6 |
| 5 | e8 біла тура · h7 білий кінь · h6 чорний слон · c5 білий кінь · f5 чорний король · h5 білий пішак · a4 білий король · b4 білий ферзь · g4 чорний пішак · b3 чорний пішак · e3 чорний пішак · g3 чорний пішак · b2 чорний пішак · c2 чорний слон · b1 білий слон · c1 чорний кінь · f1 чорна тура | e8 біла тура · h7 білий кінь · h6 чорний слон · c5 білий кінь · f5 чорний король · h5 білий пішак · a4 білий король · b4 білий ферзь · g4 чорний пішак · b3 чорний пішак · e3 чорний пішак · g3 чорний пішак · b2 чорний пішак · c2 чорний слон · b1 білий слон · c1 чорний кінь · f1 чорна тура | e8 біла тура · h7 білий кінь · h6 чорний слон · c5 білий кінь · f5 чорний король · h5 білий пішак · a4 білий король · b4 білий ферзь · g4 чорний пішак · b3 чорний пішак · e3 чорний пішак · g3 чорний пішак · b2 чорний пішак · c2 чорний слон · b1 білий слон · c1 чорний кінь · f1 чорна тура | e8 біла тура · h7 білий кінь · h6 чорний слон · c5 білий кінь · f5 чорний король · h5 білий пішак · a4 білий король · b4 білий ферзь · g4 чорний пішак · b3 чорний пішак · e3 чорний пішак · g3 чорний пішак · b2 чорний пішак · c2 чорний слон · b1 білий слон · c1 чорний кінь · f1 чорна тура | e8 біла тура · h7 білий кінь · h6 чорний слон · c5 білий кінь · f5 чорний король · h5 білий пішак · a4 білий король · b4 білий ферзь · g4 чорний пішак · b3 чорний пішак · e3 чорний пішак · g3 чорний пішак · b2 чорний пішак · c2 чорний слон · b1 білий слон · c1 чорний кінь · f1 чорна тура | e8 біла тура · h7 білий кінь · h6 чорний слон · c5 білий кінь · f5 чорний король · h5 білий пішак · a4 білий король · b4 білий ферзь · g4 чорний пішак · b3 чорний пішак · e3 чорний пішак · g3 чорний пішак · b2 чорний пішак · c2 чорний слон · b1 білий слон · c1 чорний кінь · f1 чорна тура | e8 біла тура · h7 білий кінь · h6 чорний слон · c5 білий кінь · f5 чорний король · h5 білий пішак · a4 білий король · b4 білий ферзь · g4 чорний пішак · b3 чорний пішак · e3 чорний пішак · g3 чорний пішак · b2 чорний пішак · c2 чорний слон · b1 білий слон · c1 чорний кінь · f1 чорна тура | e8 біла тура · h7 білий кінь · h6 чорний слон · c5 білий кінь · f5 чорний король · h5 білий пішак · a4 білий король · b4 білий ферзь · g4 чорний пішак · b3 чорний пішак · e3 чорний пішак · g3 чорний пішак · b2 чорний пішак · c2 чорний слон · b1 білий слон · c1 чорний кінь · f1 чорна тура | 5 |
| 4 | e8 біла тура · h7 білий кінь · h6 чорний слон · c5 білий кінь · f5 чорний король · h5 білий пішак · a4 білий король · b4 білий ферзь · g4 чорний пішак · b3 чорний пішак · e3 чорний пішак · g3 чорний пішак · b2 чорний пішак · c2 чорний слон · b1 білий слон · c1 чорний кінь · f1 чорна тура | e8 біла тура · h7 білий кінь · h6 чорний слон · c5 білий кінь · f5 чорний король · h5 білий пішак · a4 білий король · b4 білий ферзь · g4 чорний пішак · b3 чорний пішак · e3 чорний пішак · g3 чорний пішак · b2 чорний пішак · c2 чорний слон · b1 білий слон · c1 чорний кінь · f1 чорна тура | e8 біла тура · h7 білий кінь · h6 чорний слон · c5 білий кінь · f5 чорний король · h5 білий пішак · a4 білий король · b4 білий ферзь · g4 чорний пішак · b3 чорний пішак · e3 чорний пішак · g3 чорний пішак · b2 чорний пішак · c2 чорний слон · b1 білий слон · c1 чорний кінь · f1 чорна тура | e8 біла тура · h7 білий кінь · h6 чорний слон · c5 білий кінь · f5 чорний король · h5 білий пішак · a4 білий король · b4 білий ферзь · g4 чорний пішак · b3 чорний пішак · e3 чорний пішак · g3 чорний пішак · b2 чорний пішак · c2 чорний слон · b1 білий слон · c1 чорний кінь · f1 чорна тура | e8 біла тура · h7 білий кінь · h6 чорний слон · c5 білий кінь · f5 чорний король · h5 білий пішак · a4 білий король · b4 білий ферзь · g4 чорний пішак · b3 чорний пішак · e3 чорний пішак · g3 чорний пішак · b2 чорний пішак · c2 чорний слон · b1 білий слон · c1 чорний кінь · f1 чорна тура | e8 біла тура · h7 білий кінь · h6 чорний слон · c5 білий кінь · f5 чорний король · h5 білий пішак · a4 білий король · b4 білий ферзь · g4 чорний пішак · b3 чорний пішак · e3 чорний пішак · g3 чорний пішак · b2 чорний пішак · c2 чорний слон · b1 білий слон · c1 чорний кінь · f1 чорна тура | e8 біла тура · h7 білий кінь · h6 чорний слон · c5 білий кінь · f5 чорний король · h5 білий пішак · a4 білий король · b4 білий ферзь · g4 чорний пішак · b3 чорний пішак · e3 чорний пішак · g3 чорний пішак · b2 чорний пішак · c2 чорний слон · b1 білий слон · c1 чорний кінь · f1 чорна тура | e8 біла тура · h7 білий кінь · h6 чорний слон · c5 білий кінь · f5 чорний король · h5 білий пішак · a4 білий король · b4 білий ферзь · g4 чорний пішак · b3 чорний пішак · e3 чорний пішак · g3 чорний пішак · b2 чорний пішак · c2 чорний слон · b1 білий слон · c1 чорний кінь · f1 чорна тура | 4 |
| 3 | e8 біла тура · h7 білий кінь · h6 чорний слон · c5 білий кінь · f5 чорний король · h5 білий пішак · a4 білий король · b4 білий ферзь · g4 чорний пішак · b3 чорний пішак · e3 чорний пішак · g3 чорний пішак · b2 чорний пішак · c2 чорний слон · b1 білий слон · c1 чорний кінь · f1 чорна тура | e8 біла тура · h7 білий кінь · h6 чорний слон · c5 білий кінь · f5 чорний король · h5 білий пішак · a4 білий король · b4 білий ферзь · g4 чорний пішак · b3 чорний пішак · e3 чорний пішак · g3 чорний пішак · b2 чорний пішак · c2 чорний слон · b1 білий слон · c1 чорний кінь · f1 чорна тура | e8 біла тура · h7 білий кінь · h6 чорний слон · c5 білий кінь · f5 чорний король · h5 білий пішак · a4 білий король · b4 білий ферзь · g4 чорний пішак · b3 чорний пішак · e3 чорний пішак · g3 чорний пішак · b2 чорний пішак · c2 чорний слон · b1 білий слон · c1 чорний кінь · f1 чорна тура | e8 біла тура · h7 білий кінь · h6 чорний слон · c5 білий кінь · f5 чорний король · h5 білий пішак · a4 білий король · b4 білий ферзь · g4 чорний пішак · b3 чорний пішак · e3 чорний пішак · g3 чорний пішак · b2 чорний пішак · c2 чорний слон · b1 білий слон · c1 чорний кінь · f1 чорна тура | e8 біла тура · h7 білий кінь · h6 чорний слон · c5 білий кінь · f5 чорний король · h5 білий пішак · a4 білий король · b4 білий ферзь · g4 чорний пішак · b3 чорний пішак · e3 чорний пішак · g3 чорний пішак · b2 чорний пішак · c2 чорний слон · b1 білий слон · c1 чорний кінь · f1 чорна тура | e8 біла тура · h7 білий кінь · h6 чорний слон · c5 білий кінь · f5 чорний король · h5 білий пішак · a4 білий король · b4 білий ферзь · g4 чорний пішак · b3 чорний пішак · e3 чорний пішак · g3 чорний пішак · b2 чорний пішак · c2 чорний слон · b1 білий слон · c1 чорний кінь · f1 чорна тура | e8 біла тура · h7 білий кінь · h6 чорний слон · c5 білий кінь · f5 чорний король · h5 білий пішак · a4 білий король · b4 білий ферзь · g4 чорний пішак · b3 чорний пішак · e3 чорний пішак · g3 чорний пішак · b2 чорний пішак · c2 чорний слон · b1 білий слон · c1 чорний кінь · f1 чорна тура | e8 біла тура · h7 білий кінь · h6 чорний слон · c5 білий кінь · f5 чорний король · h5 білий пішак · a4 білий король · b4 білий ферзь · g4 чорний пішак · b3 чорний пішак · e3 чорний пішак · g3 чорний пішак · b2 чорний пішак · c2 чорний слон · b1 білий слон · c1 чорний кінь · f1 чорна тура | 3 |
| 2 | e8 біла тура · h7 білий кінь · h6 чорний слон · c5 білий кінь · f5 чорний король · h5 білий пішак · a4 білий король · b4 білий ферзь · g4 чорний пішак · b3 чорний пішак · e3 чорний пішак · g3 чорний пішак · b2 чорний пішак · c2 чорний слон · b1 білий слон · c1 чорний кінь · f1 чорна тура | e8 біла тура · h7 білий кінь · h6 чорний слон · c5 білий кінь · f5 чорний король · h5 білий пішак · a4 білий король · b4 білий ферзь · g4 чорний пішак · b3 чорний пішак · e3 чорний пішак · g3 чорний пішак · b2 чорний пішак · c2 чорний слон · b1 білий слон · c1 чорний кінь · f1 чорна тура | e8 біла тура · h7 білий кінь · h6 чорний слон · c5 білий кінь · f5 чорний король · h5 білий пішак · a4 білий король · b4 білий ферзь · g4 чорний пішак · b3 чорний пішак · e3 чорний пішак · g3 чорний пішак · b2 чорний пішак · c2 чорний слон · b1 білий слон · c1 чорний кінь · f1 чорна тура | e8 біла тура · h7 білий кінь · h6 чорний слон · c5 білий кінь · f5 чорний король · h5 білий пішак · a4 білий король · b4 білий ферзь · g4 чорний пішак · b3 чорний пішак · e3 чорний пішак · g3 чорний пішак · b2 чорний пішак · c2 чорний слон · b1 білий слон · c1 чорний кінь · f1 чорна тура | e8 біла тура · h7 білий кінь · h6 чорний слон · c5 білий кінь · f5 чорний король · h5 білий пішак · a4 білий король · b4 білий ферзь · g4 чорний пішак · b3 чорний пішак · e3 чорний пішак · g3 чорний пішак · b2 чорний пішак · c2 чорний слон · b1 білий слон · c1 чорний кінь · f1 чорна тура | e8 біла тура · h7 білий кінь · h6 чорний слон · c5 білий кінь · f5 чорний король · h5 білий пішак · a4 білий король · b4 білий ферзь · g4 чорний пішак · b3 чорний пішак · e3 чорний пішак · g3 чорний пішак · b2 чорний пішак · c2 чорний слон · b1 білий слон · c1 чорний кінь · f1 чорна тура | e8 біла тура · h7 білий кінь · h6 чорний слон · c5 білий кінь · f5 чорний король · h5 білий пішак · a4 білий король · b4 білий ферзь · g4 чорний пішак · b3 чорний пішак · e3 чорний пішак · g3 чорний пішак · b2 чорний пішак · c2 чорний слон · b1 білий слон · c1 чорний кінь · f1 чорна тура | e8 біла тура · h7 білий кінь · h6 чорний слон · c5 білий кінь · f5 чорний король · h5 білий пішак · a4 білий король · b4 білий ферзь · g4 чорний пішак · b3 чорний пішак · e3 чорний пішак · g3 чорний пішак · b2 чорний пішак · c2 чорний слон · b1 білий слон · c1 чорний кінь · f1 чорна тура | 2 |
| 1 | e8 біла тура · h7 білий кінь · h6 чорний слон · c5 білий кінь · f5 чорний король · h5 білий пішак · a4 білий король · b4 білий ферзь · g4 чорний пішак · b3 чорний пішак · e3 чорний пішак · g3 чорний пішак · b2 чорний пішак · c2 чорний слон · b1 білий слон · c1 чорний кінь · f1 чорна тура | e8 біла тура · h7 білий кінь · h6 чорний слон · c5 білий кінь · f5 чорний король · h5 білий пішак · a4 білий король · b4 білий ферзь · g4 чорний пішак · b3 чорний пішак · e3 чорний пішак · g3 чорний пішак · b2 чорний пішак · c2 чорний слон · b1 білий слон · c1 чорний кінь · f1 чорна тура | e8 біла тура · h7 білий кінь · h6 чорний слон · c5 білий кінь · f5 чорний король · h5 білий пішак · a4 білий король · b4 білий ферзь · g4 чорний пішак · b3 чорний пішак · e3 чорний пішак · g3 чорний пішак · b2 чорний пішак · c2 чорний слон · b1 білий слон · c1 чорний кінь · f1 чорна тура | e8 біла тура · h7 білий кінь · h6 чорний слон · c5 білий кінь · f5 чорний король · h5 білий пішак · a4 білий король · b4 білий ферзь · g4 чорний пішак · b3 чорний пішак · e3 чорний пішак · g3 чорний пішак · b2 чорний пішак · c2 чорний слон · b1 білий слон · c1 чорний кінь · f1 чорна тура | e8 біла тура · h7 білий кінь · h6 чорний слон · c5 білий кінь · f5 чорний король · h5 білий пішак · a4 білий король · b4 білий ферзь · g4 чорний пішак · b3 чорний пішак · e3 чорний пішак · g3 чорний пішак · b2 чорний пішак · c2 чорний слон · b1 білий слон · c1 чорний кінь · f1 чорна тура | e8 біла тура · h7 білий кінь · h6 чорний слон · c5 білий кінь · f5 чорний король · h5 білий пішак · a4 білий король · b4 білий ферзь · g4 чорний пішак · b3 чорний пішак · e3 чорний пішак · g3 чорний пішак · b2 чорний пішак · c2 чорний слон · b1 білий слон · c1 чорний кінь · f1 чорна тура | e8 біла тура · h7 білий кінь · h6 чорний слон · c5 білий кінь · f5 чорний король · h5 білий пішак · a4 білий король · b4 білий ферзь · g4 чорний пішак · b3 чорний пішак · e3 чорний пішак · g3 чорний пішак · b2 чорний пішак · c2 чорний слон · b1 білий слон · c1 чорний кінь · f1 чорна тура | e8 біла тура · h7 білий кінь · h6 чорний слон · c5 білий кінь · f5 чорний король · h5 білий пішак · a4 білий король · b4 білий ферзь · g4 чорний пішак · b3 чорний пішак · e3 чорний пішак · g3 чорний пішак · b2 чорний пішак · c2 чорний слон · b1 білий слон · c1 чорний кінь · f1 чорна тура | 1 |
|   | a | b | c | d | e | f | g | h |   |

FEN: 4R3/7N/7b/2N2k1P/KQ4p1/1p2p1p1/1pb5/1Bn2r2
1. Qb5! ~ 2. Sd3#
1. ... Be4 2. Se6#
- — - — - — -
1. ... Kf4 2. Qxf1#
1. ... Bf4 2. Qd7#
|   | a | b | c | d | e | f | g | h |   |
| 8 | g8 білий слон · d7 білий король · h7 чорний пішак · f6 чорний король · h6 білий пішак · b5 чорний пішак · c5 чорний пішак · d5 білий пішак · g5 біла тура · h5 чорний пішак · f4 білий пішак · h4 білий пішак · a3 чорний слон · f3 білий кінь · g3 чорний пішак · b2 чорний ферзь · c2 білий пішак · e2 чорний кінь · a1 білий слон | g8 білий слон · d7 білий король · h7 чорний пішак · f6 чорний король · h6 білий пішак · b5 чорний пішак · c5 чорний пішак · d5 білий пішак · g5 біла тура · h5 чорний пішак · f4 білий пішак · h4 білий пішак · a3 чорний слон · f3 білий кінь · g3 чорний пішак · b2 чорний ферзь · c2 білий пішак · e2 чорний кінь · a1 білий слон | g8 білий слон · d7 білий король · h7 чорний пішак · f6 чорний король · h6 білий пішак · b5 чорний пішак · c5 чорний пішак · d5 білий пішак · g5 біла тура · h5 чорний пішак · f4 білий пішак · h4 білий пішак · a3 чорний слон · f3 білий кінь · g3 чорний пішак · b2 чорний ферзь · c2 білий пішак · e2 чорний кінь · a1 білий слон | g8 білий слон · d7 білий король · h7 чорний пішак · f6 чорний король · h6 білий пішак · b5 чорний пішак · c5 чорний пішак · d5 білий пішак · g5 біла тура · h5 чорний пішак · f4 білий пішак · h4 білий пішак · a3 чорний слон · f3 білий кінь · g3 чорний пішак · b2 чорний ферзь · c2 білий пішак · e2 чорний кінь · a1 білий слон | g8 білий слон · d7 білий король · h7 чорний пішак · f6 чорний король · h6 білий пішак · b5 чорний пішак · c5 чорний пішак · d5 білий пішак · g5 біла тура · h5 чорний пішак · f4 білий пішак · h4 білий пішак · a3 чорний слон · f3 білий кінь · g3 чорний пішак · b2 чорний ферзь · c2 білий пішак · e2 чорний кінь · a1 білий слон | g8 білий слон · d7 білий король · h7 чорний пішак · f6 чорний король · h6 білий пішак · b5 чорний пішак · c5 чорний пішак · d5 білий пішак · g5 біла тура · h5 чорний пішак · f4 білий пішак · h4 білий пішак · a3 чорний слон · f3 білий кінь · g3 чорний пішак · b2 чорний ферзь · c2 білий пішак · e2 чорний кінь · a1 білий слон | g8 білий слон · d7 білий король · h7 чорний пішак · f6 чорний король · h6 білий пішак · b5 чорний пішак · c5 чорний пішак · d5 білий пішак · g5 біла тура · h5 чорний пішак · f4 білий пішак · h4 білий пішак · a3 чорний слон · f3 білий кінь · g3 чорний пішак · b2 чорний ферзь · c2 білий пішак · e2 чорний кінь · a1 білий слон | g8 білий слон · d7 білий король · h7 чорний пішак · f6 чорний король · h6 білий пішак · b5 чорний пішак · c5 чорний пішак · d5 білий пішак · g5 біла тура · h5 чорний пішак · f4 білий пішак · h4 білий пішак · a3 чорний слон · f3 білий кінь · g3 чорний пішак · b2 чорний ферзь · c2 білий пішак · e2 чорний кінь · a1 білий слон | 8 |
| 7 | g8 білий слон · d7 білий король · h7 чорний пішак · f6 чорний король · h6 білий пішак · b5 чорний пішак · c5 чорний пішак · d5 білий пішак · g5 біла тура · h5 чорний пішак · f4 білий пішак · h4 білий пішак · a3 чорний слон · f3 білий кінь · g3 чорний пішак · b2 чорний ферзь · c2 білий пішак · e2 чорний кінь · a1 білий слон | g8 білий слон · d7 білий король · h7 чорний пішак · f6 чорний король · h6 білий пішак · b5 чорний пішак · c5 чорний пішак · d5 білий пішак · g5 біла тура · h5 чорний пішак · f4 білий пішак · h4 білий пішак · a3 чорний слон · f3 білий кінь · g3 чорний пішак · b2 чорний ферзь · c2 білий пішак · e2 чорний кінь · a1 білий слон | g8 білий слон · d7 білий король · h7 чорний пішак · f6 чорний король · h6 білий пішак · b5 чорний пішак · c5 чорний пішак · d5 білий пішак · g5 біла тура · h5 чорний пішак · f4 білий пішак · h4 білий пішак · a3 чорний слон · f3 білий кінь · g3 чорний пішак · b2 чорний ферзь · c2 білий пішак · e2 чорний кінь · a1 білий слон | g8 білий слон · d7 білий король · h7 чорний пішак · f6 чорний король · h6 білий пішак · b5 чорний пішак · c5 чорний пішак · d5 білий пішак · g5 біла тура · h5 чорний пішак · f4 білий пішак · h4 білий пішак · a3 чорний слон · f3 білий кінь · g3 чорний пішак · b2 чорний ферзь · c2 білий пішак · e2 чорний кінь · a1 білий слон | g8 білий слон · d7 білий король · h7 чорний пішак · f6 чорний король · h6 білий пішак · b5 чорний пішак · c5 чорний пішак · d5 білий пішак · g5 біла тура · h5 чорний пішак · f4 білий пішак · h4 білий пішак · a3 чорний слон · f3 білий кінь · g3 чорний пішак · b2 чорний ферзь · c2 білий пішак · e2 чорний кінь · a1 білий слон | g8 білий слон · d7 білий король · h7 чорний пішак · f6 чорний король · h6 білий пішак · b5 чорний пішак · c5 чорний пішак · d5 білий пішак · g5 біла тура · h5 чорний пішак · f4 білий пішак · h4 білий пішак · a3 чорний слон · f3 білий кінь · g3 чорний пішак · b2 чорний ферзь · c2 білий пішак · e2 чорний кінь · a1 білий слон | g8 білий слон · d7 білий король · h7 чорний пішак · f6 чорний король · h6 білий пішак · b5 чорний пішак · c5 чорний пішак · d5 білий пішак · g5 біла тура · h5 чорний пішак · f4 білий пішак · h4 білий пішак · a3 чорний слон · f3 білий кінь · g3 чорний пішак · b2 чорний ферзь · c2 білий пішак · e2 чорний кінь · a1 білий слон | g8 білий слон · d7 білий король · h7 чорний пішак · f6 чорний король · h6 білий пішак · b5 чорний пішак · c5 чорний пішак · d5 білий пішак · g5 біла тура · h5 чорний пішак · f4 білий пішак · h4 білий пішак · a3 чорний слон · f3 білий кінь · g3 чорний пішак · b2 чорний ферзь · c2 білий пішак · e2 чорний кінь · a1 білий слон | 7 |
| 6 | g8 білий слон · d7 білий король · h7 чорний пішак · f6 чорний король · h6 білий пішак · b5 чорний пішак · c5 чорний пішак · d5 білий пішак · g5 біла тура · h5 чорний пішак · f4 білий пішак · h4 білий пішак · a3 чорний слон · f3 білий кінь · g3 чорний пішак · b2 чорний ферзь · c2 білий пішак · e2 чорний кінь · a1 білий слон | g8 білий слон · d7 білий король · h7 чорний пішак · f6 чорний король · h6 білий пішак · b5 чорний пішак · c5 чорний пішак · d5 білий пішак · g5 біла тура · h5 чорний пішак · f4 білий пішак · h4 білий пішак · a3 чорний слон · f3 білий кінь · g3 чорний пішак · b2 чорний ферзь · c2 білий пішак · e2 чорний кінь · a1 білий слон | g8 білий слон · d7 білий король · h7 чорний пішак · f6 чорний король · h6 білий пішак · b5 чорний пішак · c5 чорний пішак · d5 білий пішак · g5 біла тура · h5 чорний пішак · f4 білий пішак · h4 білий пішак · a3 чорний слон · f3 білий кінь · g3 чорний пішак · b2 чорний ферзь · c2 білий пішак · e2 чорний кінь · a1 білий слон | g8 білий слон · d7 білий король · h7 чорний пішак · f6 чорний король · h6 білий пішак · b5 чорний пішак · c5 чорний пішак · d5 білий пішак · g5 біла тура · h5 чорний пішак · f4 білий пішак · h4 білий пішак · a3 чорний слон · f3 білий кінь · g3 чорний пішак · b2 чорний ферзь · c2 білий пішак · e2 чорний кінь · a1 білий слон | g8 білий слон · d7 білий король · h7 чорний пішак · f6 чорний король · h6 білий пішак · b5 чорний пішак · c5 чорний пішак · d5 білий пішак · g5 біла тура · h5 чорний пішак · f4 білий пішак · h4 білий пішак · a3 чорний слон · f3 білий кінь · g3 чорний пішак · b2 чорний ферзь · c2 білий пішак · e2 чорний кінь · a1 білий слон | g8 білий слон · d7 білий король · h7 чорний пішак · f6 чорний король · h6 білий пішак · b5 чорний пішак · c5 чорний пішак · d5 білий пішак · g5 біла тура · h5 чорний пішак · f4 білий пішак · h4 білий пішак · a3 чорний слон · f3 білий кінь · g3 чорний пішак · b2 чорний ферзь · c2 білий пішак · e2 чорний кінь · a1 білий слон | g8 білий слон · d7 білий король · h7 чорний пішак · f6 чорний король · h6 білий пішак · b5 чорний пішак · c5 чорний пішак · d5 білий пішак · g5 біла тура · h5 чорний пішак · f4 білий пішак · h4 білий пішак · a3 чорний слон · f3 білий кінь · g3 чорний пішак · b2 чорний ферзь · c2 білий пішак · e2 чорний кінь · a1 білий слон | g8 білий слон · d7 білий король · h7 чорний пішак · f6 чорний король · h6 білий пішак · b5 чорний пішак · c5 чорний пішак · d5 білий пішак · g5 біла тура · h5 чорний пішак · f4 білий пішак · h4 білий пішак · a3 чорний слон · f3 білий кінь · g3 чорний пішак · b2 чорний ферзь · c2 білий пішак · e2 чорний кінь · a1 білий слон | 6 |
| 5 | g8 білий слон · d7 білий король · h7 чорний пішак · f6 чорний король · h6 білий пішак · b5 чорний пішак · c5 чорний пішак · d5 білий пішак · g5 біла тура · h5 чорний пішак · f4 білий пішак · h4 білий пішак · a3 чорний слон · f3 білий кінь · g3 чорний пішак · b2 чорний ферзь · c2 білий пішак · e2 чорний кінь · a1 білий слон | g8 білий слон · d7 білий король · h7 чорний пішак · f6 чорний король · h6 білий пішак · b5 чорний пішак · c5 чорний пішак · d5 білий пішак · g5 біла тура · h5 чорний пішак · f4 білий пішак · h4 білий пішак · a3 чорний слон · f3 білий кінь · g3 чорний пішак · b2 чорний ферзь · c2 білий пішак · e2 чорний кінь · a1 білий слон | g8 білий слон · d7 білий король · h7 чорний пішак · f6 чорний король · h6 білий пішак · b5 чорний пішак · c5 чорний пішак · d5 білий пішак · g5 біла тура · h5 чорний пішак · f4 білий пішак · h4 білий пішак · a3 чорний слон · f3 білий кінь · g3 чорний пішак · b2 чорний ферзь · c2 білий пішак · e2 чорний кінь · a1 білий слон | g8 білий слон · d7 білий король · h7 чорний пішак · f6 чорний король · h6 білий пішак · b5 чорний пішак · c5 чорний пішак · d5 білий пішак · g5 біла тура · h5 чорний пішак · f4 білий пішак · h4 білий пішак · a3 чорний слон · f3 білий кінь · g3 чорний пішак · b2 чорний ферзь · c2 білий пішак · e2 чорний кінь · a1 білий слон | g8 білий слон · d7 білий король · h7 чорний пішак · f6 чорний король · h6 білий пішак · b5 чорний пішак · c5 чорний пішак · d5 білий пішак · g5 біла тура · h5 чорний пішак · f4 білий пішак · h4 білий пішак · a3 чорний слон · f3 білий кінь · g3 чорний пішак · b2 чорний ферзь · c2 білий пішак · e2 чорний кінь · a1 білий слон | g8 білий слон · d7 білий король · h7 чорний пішак · f6 чорний король · h6 білий пішак · b5 чорний пішак · c5 чорний пішак · d5 білий пішак · g5 біла тура · h5 чорний пішак · f4 білий пішак · h4 білий пішак · a3 чорний слон · f3 білий кінь · g3 чорний пішак · b2 чорний ферзь · c2 білий пішак · e2 чорний кінь · a1 білий слон | g8 білий слон · d7 білий король · h7 чорний пішак · f6 чорний король · h6 білий пішак · b5 чорний пішак · c5 чорний пішак · d5 білий пішак · g5 біла тура · h5 чорний пішак · f4 білий пішак · h4 білий пішак · a3 чорний слон · f3 білий кінь · g3 чорний пішак · b2 чорний ферзь · c2 білий пішак · e2 чорний кінь · a1 білий слон | g8 білий слон · d7 білий король · h7 чорний пішак · f6 чорний король · h6 білий пішак · b5 чорний пішак · c5 чорний пішак · d5 білий пішак · g5 біла тура · h5 чорний пішак · f4 білий пішак · h4 білий пішак · a3 чорний слон · f3 білий кінь · g3 чорний пішак · b2 чорний ферзь · c2 білий пішак · e2 чорний кінь · a1 білий слон | 5 |
| 4 | g8 білий слон · d7 білий король · h7 чорний пішак · f6 чорний король · h6 білий пішак · b5 чорний пішак · c5 чорний пішак · d5 білий пішак · g5 біла тура · h5 чорний пішак · f4 білий пішак · h4 білий пішак · a3 чорний слон · f3 білий кінь · g3 чорний пішак · b2 чорний ферзь · c2 білий пішак · e2 чорний кінь · a1 білий слон | g8 білий слон · d7 білий король · h7 чорний пішак · f6 чорний король · h6 білий пішак · b5 чорний пішак · c5 чорний пішак · d5 білий пішак · g5 біла тура · h5 чорний пішак · f4 білий пішак · h4 білий пішак · a3 чорний слон · f3 білий кінь · g3 чорний пішак · b2 чорний ферзь · c2 білий пішак · e2 чорний кінь · a1 білий слон | g8 білий слон · d7 білий король · h7 чорний пішак · f6 чорний король · h6 білий пішак · b5 чорний пішак · c5 чорний пішак · d5 білий пішак · g5 біла тура · h5 чорний пішак · f4 білий пішак · h4 білий пішак · a3 чорний слон · f3 білий кінь · g3 чорний пішак · b2 чорний ферзь · c2 білий пішак · e2 чорний кінь · a1 білий слон | g8 білий слон · d7 білий король · h7 чорний пішак · f6 чорний король · h6 білий пішак · b5 чорний пішак · c5 чорний пішак · d5 білий пішак · g5 біла тура · h5 чорний пішак · f4 білий пішак · h4 білий пішак · a3 чорний слон · f3 білий кінь · g3 чорний пішак · b2 чорний ферзь · c2 білий пішак · e2 чорний кінь · a1 білий слон | g8 білий слон · d7 білий король · h7 чорний пішак · f6 чорний король · h6 білий пішак · b5 чорний пішак · c5 чорний пішак · d5 білий пішак · g5 біла тура · h5 чорний пішак · f4 білий пішак · h4 білий пішак · a3 чорний слон · f3 білий кінь · g3 чорний пішак · b2 чорний ферзь · c2 білий пішак · e2 чорний кінь · a1 білий слон | g8 білий слон · d7 білий король · h7 чорний пішак · f6 чорний король · h6 білий пішак · b5 чорний пішак · c5 чорний пішак · d5 білий пішак · g5 біла тура · h5 чорний пішак · f4 білий пішак · h4 білий пішак · a3 чорний слон · f3 білий кінь · g3 чорний пішак · b2 чорний ферзь · c2 білий пішак · e2 чорний кінь · a1 білий слон | g8 білий слон · d7 білий король · h7 чорний пішак · f6 чорний король · h6 білий пішак · b5 чорний пішак · c5 чорний пішак · d5 білий пішак · g5 біла тура · h5 чорний пішак · f4 білий пішак · h4 білий пішак · a3 чорний слон · f3 білий кінь · g3 чорний пішак · b2 чорний ферзь · c2 білий пішак · e2 чорний кінь · a1 білий слон | g8 білий слон · d7 білий король · h7 чорний пішак · f6 чорний король · h6 білий пішак · b5 чорний пішак · c5 чорний пішак · d5 білий пішак · g5 біла тура · h5 чорний пішак · f4 білий пішак · h4 білий пішак · a3 чорний слон · f3 білий кінь · g3 чорний пішак · b2 чорний ферзь · c2 білий пішак · e2 чорний кінь · a1 білий слон | 4 |
| 3 | g8 білий слон · d7 білий король · h7 чорний пішак · f6 чорний король · h6 білий пішак · b5 чорний пішак · c5 чорний пішак · d5 білий пішак · g5 біла тура · h5 чорний пішак · f4 білий пішак · h4 білий пішак · a3 чорний слон · f3 білий кінь · g3 чорний пішак · b2 чорний ферзь · c2 білий пішак · e2 чорний кінь · a1 білий слон | g8 білий слон · d7 білий король · h7 чорний пішак · f6 чорний король · h6 білий пішак · b5 чорний пішак · c5 чорний пішак · d5 білий пішак · g5 біла тура · h5 чорний пішак · f4 білий пішак · h4 білий пішак · a3 чорний слон · f3 білий кінь · g3 чорний пішак · b2 чорний ферзь · c2 білий пішак · e2 чорний кінь · a1 білий слон | g8 білий слон · d7 білий король · h7 чорний пішак · f6 чорний король · h6 білий пішак · b5 чорний пішак · c5 чорний пішак · d5 білий пішак · g5 біла тура · h5 чорний пішак · f4 білий пішак · h4 білий пішак · a3 чорний слон · f3 білий кінь · g3 чорний пішак · b2 чорний ферзь · c2 білий пішак · e2 чорний кінь · a1 білий слон | g8 білий слон · d7 білий король · h7 чорний пішак · f6 чорний король · h6 білий пішак · b5 чорний пішак · c5 чорний пішак · d5 білий пішак · g5 біла тура · h5 чорний пішак · f4 білий пішак · h4 білий пішак · a3 чорний слон · f3 білий кінь · g3 чорний пішак · b2 чорний ферзь · c2 білий пішак · e2 чорний кінь · a1 білий слон | g8 білий слон · d7 білий король · h7 чорний пішак · f6 чорний король · h6 білий пішак · b5 чорний пішак · c5 чорний пішак · d5 білий пішак · g5 біла тура · h5 чорний пішак · f4 білий пішак · h4 білий пішак · a3 чорний слон · f3 білий кінь · g3 чорний пішак · b2 чорний ферзь · c2 білий пішак · e2 чорний кінь · a1 білий слон | g8 білий слон · d7 білий король · h7 чорний пішак · f6 чорний король · h6 білий пішак · b5 чорний пішак · c5 чорний пішак · d5 білий пішак · g5 біла тура · h5 чорний пішак · f4 білий пішак · h4 білий пішак · a3 чорний слон · f3 білий кінь · g3 чорний пішак · b2 чорний ферзь · c2 білий пішак · e2 чорний кінь · a1 білий слон | g8 білий слон · d7 білий король · h7 чорний пішак · f6 чорний король · h6 білий пішак · b5 чорний пішак · c5 чорний пішак · d5 білий пішак · g5 біла тура · h5 чорний пішак · f4 білий пішак · h4 білий пішак · a3 чорний слон · f3 білий кінь · g3 чорний пішак · b2 чорний ферзь · c2 білий пішак · e2 чорний кінь · a1 білий слон | g8 білий слон · d7 білий король · h7 чорний пішак · f6 чорний король · h6 білий пішак · b5 чорний пішак · c5 чорний пішак · d5 білий пішак · g5 біла тура · h5 чорний пішак · f4 білий пішак · h4 білий пішак · a3 чорний слон · f3 білий кінь · g3 чорний пішак · b2 чорний ферзь · c2 білий пішак · e2 чорний кінь · a1 білий слон | 3 |
| 2 | g8 білий слон · d7 білий король · h7 чорний пішак · f6 чорний король · h6 білий пішак · b5 чорний пішак · c5 чорний пішак · d5 білий пішак · g5 біла тура · h5 чорний пішак · f4 білий пішак · h4 білий пішак · a3 чорний слон · f3 білий кінь · g3 чорний пішак · b2 чорний ферзь · c2 білий пішак · e2 чорний кінь · a1 білий слон | g8 білий слон · d7 білий король · h7 чорний пішак · f6 чорний король · h6 білий пішак · b5 чорний пішак · c5 чорний пішак · d5 білий пішак · g5 біла тура · h5 чорний пішак · f4 білий пішак · h4 білий пішак · a3 чорний слон · f3 білий кінь · g3 чорний пішак · b2 чорний ферзь · c2 білий пішак · e2 чорний кінь · a1 білий слон | g8 білий слон · d7 білий король · h7 чорний пішак · f6 чорний король · h6 білий пішак · b5 чорний пішак · c5 чорний пішак · d5 білий пішак · g5 біла тура · h5 чорний пішак · f4 білий пішак · h4 білий пішак · a3 чорний слон · f3 білий кінь · g3 чорний пішак · b2 чорний ферзь · c2 білий пішак · e2 чорний кінь · a1 білий слон | g8 білий слон · d7 білий король · h7 чорний пішак · f6 чорний король · h6 білий пішак · b5 чорний пішак · c5 чорний пішак · d5 білий пішак · g5 біла тура · h5 чорний пішак · f4 білий пішак · h4 білий пішак · a3 чорний слон · f3 білий кінь · g3 чорний пішак · b2 чорний ферзь · c2 білий пішак · e2 чорний кінь · a1 білий слон | g8 білий слон · d7 білий король · h7 чорний пішак · f6 чорний король · h6 білий пішак · b5 чорний пішак · c5 чорний пішак · d5 білий пішак · g5 біла тура · h5 чорний пішак · f4 білий пішак · h4 білий пішак · a3 чорний слон · f3 білий кінь · g3 чорний пішак · b2 чорний ферзь · c2 білий пішак · e2 чорний кінь · a1 білий слон | g8 білий слон · d7 білий король · h7 чорний пішак · f6 чорний король · h6 білий пішак · b5 чорний пішак · c5 чорний пішак · d5 білий пішак · g5 біла тура · h5 чорний пішак · f4 білий пішак · h4 білий пішак · a3 чорний слон · f3 білий кінь · g3 чорний пішак · b2 чорний ферзь · c2 білий пішак · e2 чорний кінь · a1 білий слон | g8 білий слон · d7 білий король · h7 чорний пішак · f6 чорний король · h6 білий пішак · b5 чорний пішак · c5 чорний пішак · d5 білий пішак · g5 біла тура · h5 чорний пішак · f4 білий пішак · h4 білий пішак · a3 чорний слон · f3 білий кінь · g3 чорний пішак · b2 чорний ферзь · c2 білий пішак · e2 чорний кінь · a1 білий слон | g8 білий слон · d7 білий король · h7 чорний пішак · f6 чорний король · h6 білий пішак · b5 чорний пішак · c5 чорний пішак · d5 білий пішак · g5 біла тура · h5 чорний пішак · f4 білий пішак · h4 білий пішак · a3 чорний слон · f3 білий кінь · g3 чорний пішак · b2 чорний ферзь · c2 білий пішак · e2 чорний кінь · a1 білий слон | 2 |
| 1 | g8 білий слон · d7 білий король · h7 чорний пішак · f6 чорний король · h6 білий пішак · b5 чорний пішак · c5 чорний пішак · d5 білий пішак · g5 біла тура · h5 чорний пішак · f4 білий пішак · h4 білий пішак · a3 чорний слон · f3 білий кінь · g3 чорний пішак · b2 чорний ферзь · c2 білий пішак · e2 чорний кінь · a1 білий слон | g8 білий слон · d7 білий король · h7 чорний пішак · f6 чорний король · h6 білий пішак · b5 чорний пішак · c5 чорний пішак · d5 білий пішак · g5 біла тура · h5 чорний пішак · f4 білий пішак · h4 білий пішак · a3 чорний слон · f3 білий кінь · g3 чорний пішак · b2 чорний ферзь · c2 білий пішак · e2 чорний кінь · a1 білий слон | g8 білий слон · d7 білий король · h7 чорний пішак · f6 чорний король · h6 білий пішак · b5 чорний пішак · c5 чорний пішак · d5 білий пішак · g5 біла тура · h5 чорний пішак · f4 білий пішак · h4 білий пішак · a3 чорний слон · f3 білий кінь · g3 чорний пішак · b2 чорний ферзь · c2 білий пішак · e2 чорний кінь · a1 білий слон | g8 білий слон · d7 білий король · h7 чорний пішак · f6 чорний король · h6 білий пішак · b5 чорний пішак · c5 чорний пішак · d5 білий пішак · g5 біла тура · h5 чорний пішак · f4 білий пішак · h4 білий пішак · a3 чорний слон · f3 білий кінь · g3 чорний пішак · b2 чорний ферзь · c2 білий пішак · e2 чорний кінь · a1 білий слон | g8 білий слон · d7 білий король · h7 чорний пішак · f6 чорний король · h6 білий пішак · b5 чорний пішак · c5 чорний пішак · d5 білий пішак · g5 біла тура · h5 чорний пішак · f4 білий пішак · h4 білий пішак · a3 чорний слон · f3 білий кінь · g3 чорний пішак · b2 чорний ферзь · c2 білий пішак · e2 чорний кінь · a1 білий слон | g8 білий слон · d7 білий король · h7 чорний пішак · f6 чорний король · h6 білий пішак · b5 чорний пішак · c5 чорний пішак · d5 білий пішак · g5 біла тура · h5 чорний пішак · f4 білий пішак · h4 білий пішак · a3 чорний слон · f3 білий кінь · g3 чорний пішак · b2 чорний ферзь · c2 білий пішак · e2 чорний кінь · a1 білий слон | g8 білий слон · d7 білий король · h7 чорний пішак · f6 чорний король · h6 білий пішак · b5 чорний пішак · c5 чорний пішак · d5 білий пішак · g5 біла тура · h5 чорний пішак · f4 білий пішак · h4 білий пішак · a3 чорний слон · f3 білий кінь · g3 чорний пішак · b2 чорний ферзь · c2 білий пішак · e2 чорний кінь · a1 білий слон | g8 білий слон · d7 білий король · h7 чорний пішак · f6 чорний король · h6 білий пішак · b5 чорний пішак · c5 чорний пішак · d5 білий пішак · g5 біла тура · h5 чорний пішак · f4 білий пішак · h4 білий пішак · a3 чорний слон · f3 білий кінь · g3 чорний пішак · b2 чорний ферзь · c2 білий пішак · e2 чорний кінь · a1 білий слон | 1 |
|   | a | b | c | d | e | f | g | h |   |

FEN: 6B1/3K3p/5k1P/1ppP2Rp/5P1P/b4Np1/1qP1n3/B7
1. Ke8! ~ 2. Se5 ~ 3. Sd7#
1. ... Qc3 2. Kd2! ~ 3. Se4#
1. ... Qd4 2. Bh7! ~ 3. Rf5#